# Amicizia tra specie

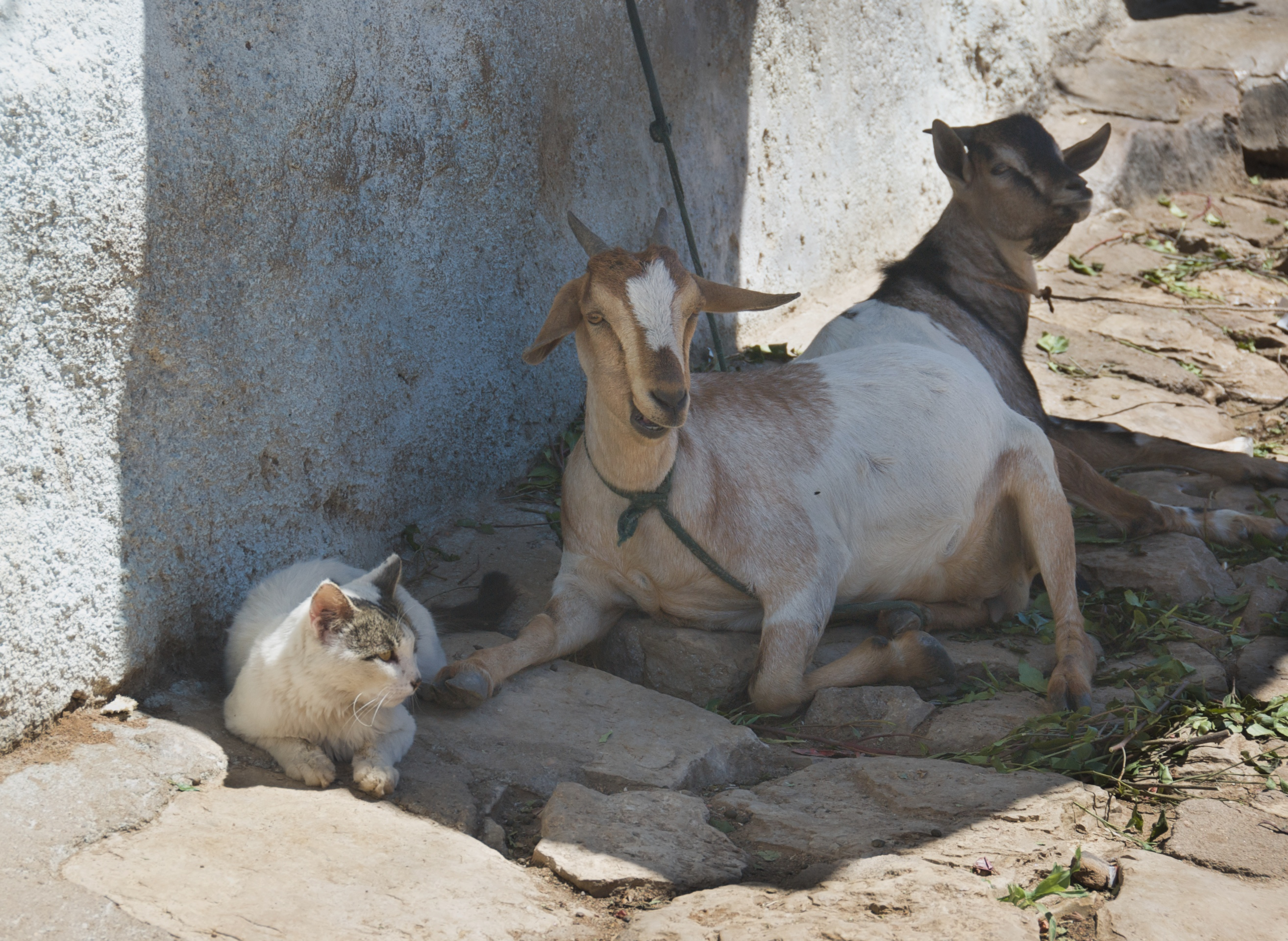
Due capre e un gatto seduti all'ombra

Un'amicizia interspecie (o amicizia tra specie) è un legame non sessuale che si forma tra animali di specie diverse. La domesticazione degli animali ha portato ad amicizie tra specie che non esisterebbero mai in natura. In molti casi di amicizia interspecie, le specie non vengono normalmente viste insieme e, a volte, una è di una specie che normalmente preda l'altra in natura.
Il concetto di amicizia interspecie è simile a quello di mutualismo in quanto due individui di specie diverse esistono in una relazione in cui ogni organismo trae beneficio dall'attività dell'altro. Le ragioni per la formazione di amicizie interspecie includono la domesticazione, la comunicazione interspecifica, gli scambi reciprocamente vantaggiosi, il desiderio di legame sociale, la protezione.

## Amicizie tra umani e altri animali

### Cani
La relazione tra un essere umano e un cane domestico (Canis lupus familiaris) è piuttosto comune e si dice che sia simile alla relazione tra un genitore e un figlio. Molte persone concordano sul fatto che esista un legame emotivo tra loro e il proprio cane. Un indicatore importante del legame tra un cane e il suo custode può essere visto attraverso le incidenze di separazione e riunione. Il comportamento del cane, inclusa la latenza di avvicinamento e la frequenza dell'inizio del contatto fisico, varia a seconda di quanto il cane abbia familiarità con la persona. Questo può essere visto come un'istantanea della loro relazione. Anche comportamenti come scodinzolare, leccarsi le labbra, scuotere il corpo e vocalizzare lo indicano.
La relazione tra umani e cani è così impattante che i cani da terapia sono una pratica comune. Dagli ospedali alle scuole, i cani aiutano a confortare gli umani.

### Gatti

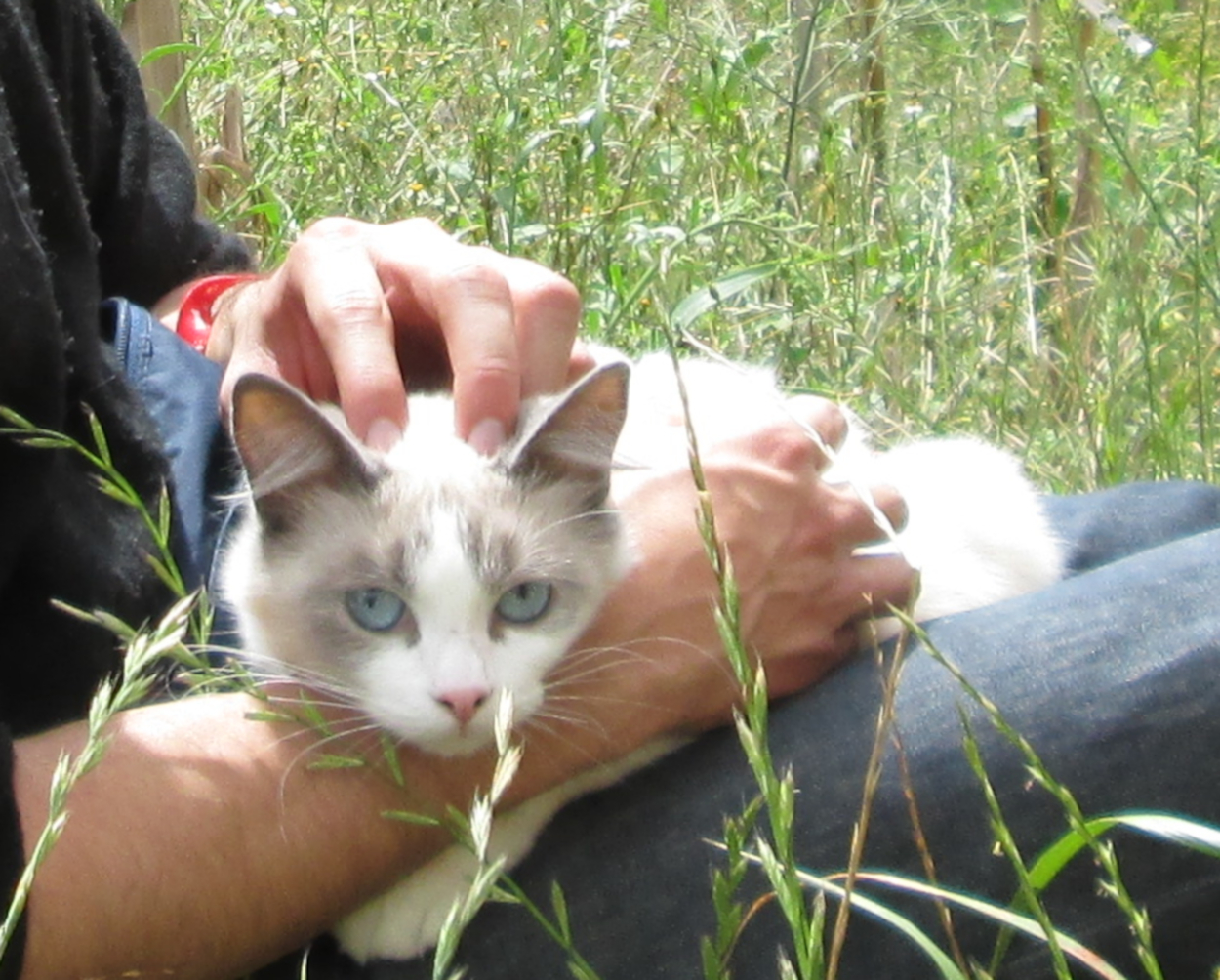
Un umano che accarezza un gatto

Anche le amicizie tra gatti domestici (Felis catus) e umani sono molto comuni. La relazione tra gatti e umani risale a oltre 10.000 anni fa. I gatti hanno avuto una grande influenza anche nell'antico Egitto. Oggi, i gatti vivono in molti paesi e sono la scelta più popolare di animale domestico. I proprietari di gatti spesso considerano il loro gatto come parte integrante della loro famiglia e indicano che sono facili da accudire e impegnarsi in comportamenti sociali come consentire agli umani di tenerli, accarezzarli e giocare con loro. L'affetto e il legame reciproci vengono mostrati tra gatti e i loro proprietari, indicando un senso di amicizia.

### Cavalli

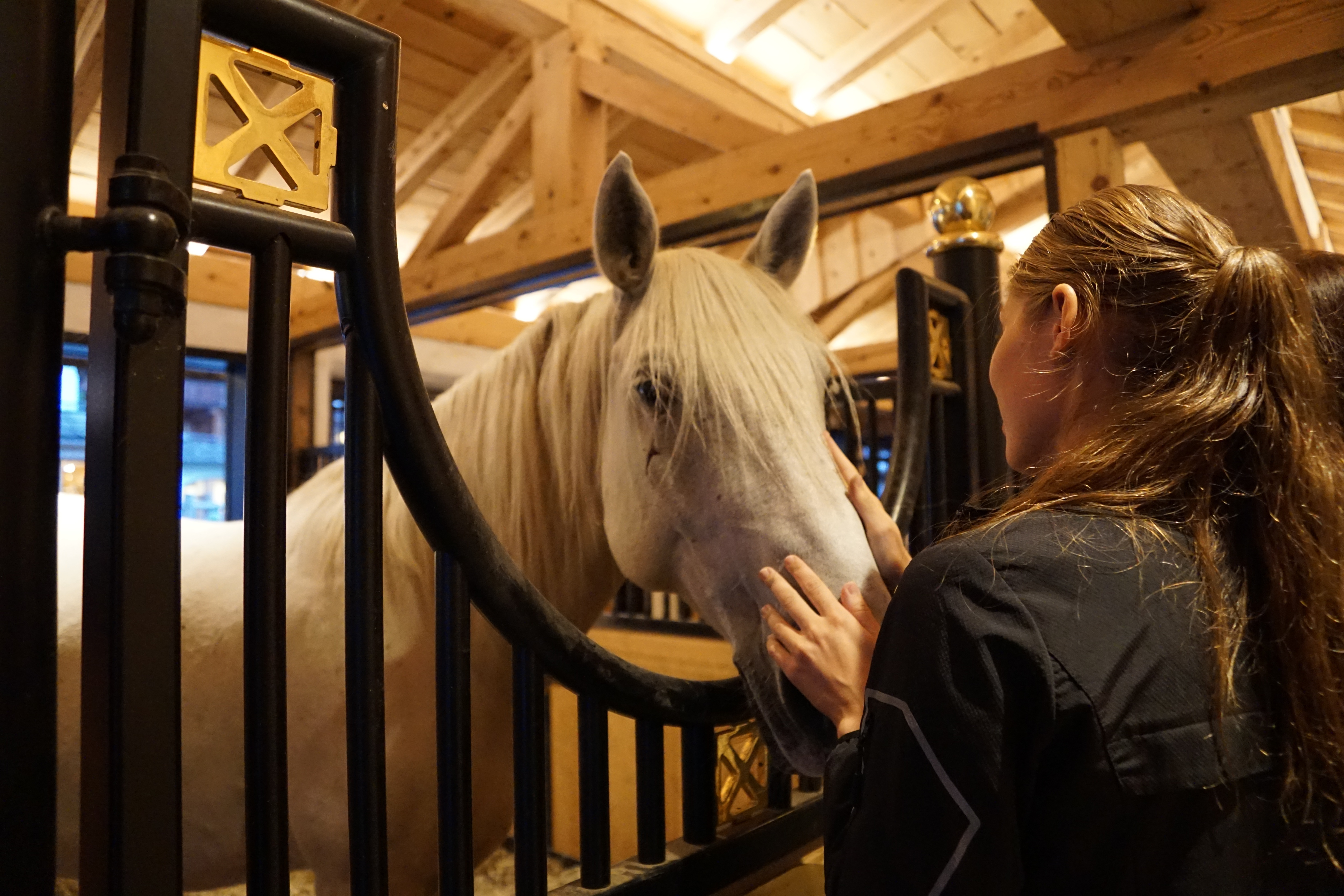
Un'umana che accarezza un cavallo

Le amicizie tra esseri umani e cavalli domestici (E. ferus) sono spesso osservate e si verificano quando il cavallo è disposto a consentire alla persona di entrare nel proprio spazio personale attraverso interazioni amichevoli come la tolettatura e le carezze. I cavalli sono animali sociali e una volta che una persona viene accettata nel suo spazio personale, diventa parte del suo sistema sociale. Un cavallo domestico lavorerà duramente per ottenere lodi dal suo partner umano e può essere facilmente addestrato a rispondere ai comandi umani. Molte persone riferiscono di forti sentimenti di amicizia con il loro cavallo e credono che esso li consideri suoi amici, protettori e custodi.

### Animali non domestici
Sono state dimostrate amicizie interspecie tra umani e animali non domestici. Ecco alcuni esempi:
- L'amicizia interspecie tra la zoologa Dian Fossey e un gruppo di gorilla[14]. Fossey ha sviluppato relazioni con i gorilla che ha studiato e dopo anni di lontananza l'hanno riconosciuta e ricordata quando è tornata. Dopo la loro riunione, i gorilla hanno adottato un comportamento amichevole con Fossey effettuando un contatto visivo diretto, annusandola, canticchiando, riposando accanto a lei e abbracciandola[15].
- La relazione tra Barbara Smuts (un'antropologa e psicologa americana nota per le sue ricerche sui babbuini, i delfini e gli scimpanzé, e professoressa emerita presso l'Università del Michigan) e un gruppo di babbuini. Nel corso di numerose interazioni tra Smuts e i babbuini, alla fine questi ultimi la trattarono come se facesse parte del loro gruppo. Smuts si riposò con loro, scambiò con essi occhiate amichevoli e si sentì al sicuro tra loro[15].
- Sono stati osservati incontri amichevoli tra balene grigie e umani[16]. Tali animali sembrano apprezzare quando gli umani le accarezzano dalle loro barche. Durante queste interazioni uomo-balena, le balene sono generalmente timide e gentili[16].

## Amicizie tra animali

### Cani e gatti
I cani e i gatti che coesistono in spazi ristretti sono due specie non imparentate che spesso mostrano compagnia l'una verso l'altra. Molti cani e gatti che coesistono mostrano relazioni amichevoli che coinvolgono comportamenti come giocare e dormire insieme, pulirsi a vicenda e comprendere le differenze nel linguaggio del corpo e nella comunicazione. Cani e gatti spesso si dedicano all'annusamento reciproco del naso, che è una forma di saluto mostrata nei gatti che normalmente non si osserva nei cani. Questi ultimi possono acquisire questo comportamento dalla comprensione dei segnali di comunicazione dei gatti.

### Altri esempi

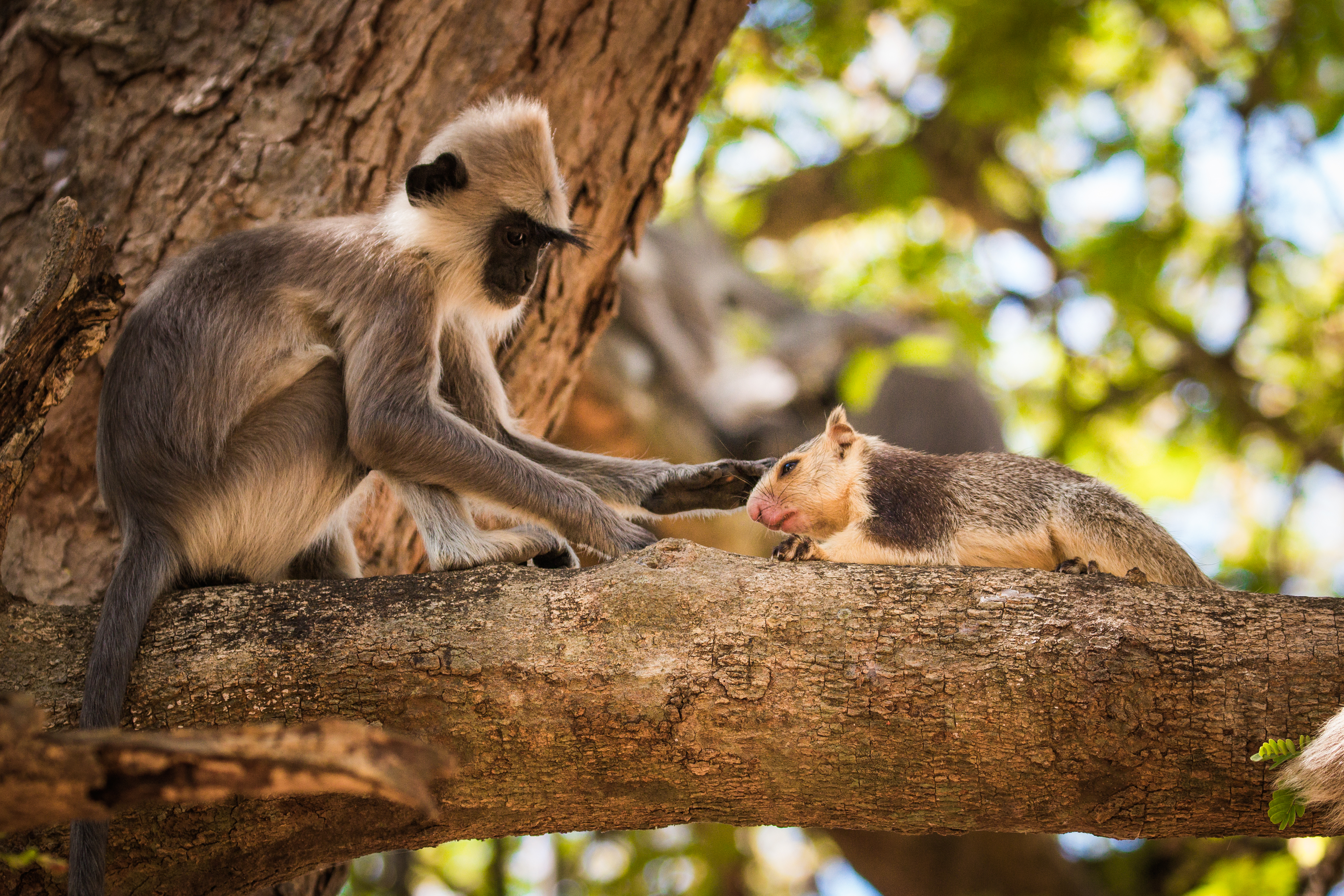
Un Semnopithecus priam accarezza con cura uno scoiattolo Ratufa macroura nel Parco nazionale di Yala, Sri Lanka.

Ci sono molti casi documentati di amicizie interspecie insolite. Ecco alcuni esempi:
- Tre grandi trampolieri, tra cui un chiurlo americano, un Numenius hudsonicus e una pittima marmoreggiata, si sono tenuti compagnia ogni inverno a Vancouver per molti anni[18].
- Vicino a Cincinnati, tre nidiacei di cardinale rosso e quattro di turdus migratorius condividevano un nido e i genitori dei nidiacei lavoravano insieme per portare cibo alla loro prole[18].
- Un cavallo e un tacchino selvatico hanno mostrato un comportamento amichevole in cui il cavallo chinava la testa e permetteva al tacchino di salirgli sulla schiena[19].
- Un ovis canadensis e una mucca cieca hanno mostrato un'amicizia interspecie in cui il primo proteggeva la seconda assicurandosi che non urtasse nulla e mangiando accanto a lei ogni giorno[20]. Quando la mucca ha dato alla luce un vitello, l'ovis canadensis ha mostrato questi comportamenti protettivi anche verso di esso[20].
- Una mucca e un mulo cieco hanno stretto un'amicizia interspecie nel Santuario degli Animali della Foresta Nera[4]. Quando la specie è stata introdotta, la mucca ha automaticamente assunto un ruolo protettivo nei confronti del mulo cieco restandogli vicino, dormendogli accanto, giocandoci e conducendolo in giro per il pascolo per proteggerlo da eventuali ferite[4].
- I coyote sono spesso noti per cacciare i tassi. Tuttavia, possono svilupparsi relazioni mutualistiche tra queste specie rivali. Coyote e tassi si dedicano insieme alla caccia ai marmotini, in cui i tassi scavano nei nidi di essi e cacciano quelli che incontrano. I marmotini che riescono a fuggire dal sito vengono catturati dai coyote nelle vicinanze. Questo comportamento di caccia avvantaggia sia i coyote che i tassi perché consente a ciascuna specie di procurarsi cibo. I coyote iniziano la caccia ai marmotini attraverso comportamenti amichevoli come inchinarsi per gioco, scodinzolare e correre[2]. Dopo la caccia, gli animali spesso riposano insieme tenendo i loro corpi in stretta vicinanza o toccandosi[2].
- Un lupo orientale e due capre erano tenuti in recinti uno accanto all'altro nello zoo di San Diego e si impegnavano in una relazione giocosa che prevedeva una corsa avanti e indietro l'uno contro l'altro vicino alla recinzione che li separava[19]. Si riposavano anche uno accanto all'altro vicino alla recinzione e il lupo cercava di leccare il muso delle capre. Venivano lasciati uscire alla stessa ora ogni giorno in modo che potessero giocare insieme e il lupo rientrava di notte solo se le capre erano già dentro[19].
- Un cavallo in miniatura (ossia caratterizzato dalle sue piccole dimensioni) e un'oca sono stati salvati insieme e hanno formato un'amicizia interspecie nella contea di Bucks, in Pennsylvania. Il cavallo si stava riprendendo da un'infezione, il che ha reso l'oca più protettiva nei suoi confronti. L'oca mostrò un comportamento protettivo quando il personale curò il cavallo[21].
- I carabao e gli aironi solitamente vanno d'accordo; i primi consentono infatti ai secondi di "cavalcarli" per mangiare mosche e altri parassiti.
- Le buphagus erythrorynchus e i rinoceronti neri hanno una relazione simbiotica. Le bufaghe si nutrono infatti degli insetti che si trovano sui rinoceronti e li avvertono della presenza di bracconieri nelle vicinanze[22][23].
- È stata osservata una relazione sociale tra un narvalo e un gruppo di balene beluga nel fiume San Lorenzo. Il narvalo era stato accettato nel gruppo di balene beluga e continuava a viaggiare con loro[24].
- È stata documentata una relazione tra alcuni canidi e un moroseta, un coyote e un gufo pigmeo[25].

## Cause

### Domesticazione
La domesticazione è definita come una relazione multigenerazionale in cui un gruppo di organismi assume un grado significativo di influenza sulla riproduzione e sulla cura di un altro gruppo per assicurarsi una fornitura di risorse più prevedibile da quest'ultimo.
Negli ultimi 11.000 anni, gli esseri umani hanno portato una vasta gamma di specie addomesticate per usarle come bestiame, animali da lavoro, animali domestici e compagni. L'influenza del comportamento umano sugli animali domestici ha portato molte specie ad imparare a coesistere, a volte portando alla formazione di un'amicizia interspecie. Ad esempio, le amicizie interspecie sono spesso osservate negli esseri umani con i loro animali domestici e quando questi ultimi vivono nella stessa casa come gatti e cani.

### Comunicazione interspecifica
La comunicazione interspecifica può costituire la base di un'amicizia interspecie perché facilita il mutualismo e i legami tra animali. Le specie possono comunicare tra loro sia verbalmente che non verbalmente, come si vede nella comunicazione uomo-cane. La comunicazione esibita tra cani ed esseri umani consente la formazione di amicizie che spesso si manifestano attraverso attività di legame sociale come il gioco. La comunicazione interspecifica è un modo efficace per formare mutualità e amicizie interspecie in natura, che spesso coinvolge specie diverse che si avvertono a vicenda di potenziali pericoli in avvicinamento. È stato osservato che specie di scimmie comunicano tra loro attraverso richiami di allarme, portando alla mutualità tra le controparti. In particolare, le cercopithecus diana dell'Africa occidentale e le cercopithecus campbelli sembrano comprendere e reagire ai richiami di allarme delle altre specie e formare associazioni tra loro attraverso la protezione reciproca.

### Mutualismo
Il mutualismo può contribuire alla formazione di amicizie interspecie perché coinvolge una coppia di organismi che sperimenta scambi reciprocamente vantaggiosi che possono portare a un legame duraturo. La relazione mutualistica osservata tra coyote e tassi dopo aver cacciato insieme degli scoiattoli è un esempio di mutualismo che si sviluppa in un'improbabile amicizia interspecie. Le amicizie interspecie spesso si formano tra umani e animali domestici attraverso il mutualismo in cui l'umano ottiene qualcosa di utile dal proprio animale domestico e viceversa. Questo è spesso osservato nelle amicizie uomo-cane in cui i cani traggono beneficio dall'essere accuditi e dall'offerta di amore e compagnia dagli umani mentre questi ultimi traggono beneficio dal ricevere compagnia, lealtà e amore dai loro cani. Le relazioni mutualistiche possono essere osservate anche nelle più piccole creature come formiche e afidi. Le formiche tengono lontani i predatori dagli afidi e questi ultimi producono melata che le formiche possono bere.

### Protezione
Il comportamento protettivo esibito da una specie verso un'altra può portare ad un'amicizia interspecie poiché consente la formazione di un legame tra animali diversi. Ciò si osserva spesso nelle adozioni interspecie in cui un membro di una specie "adotta" un membro di un'altra specie che è orfano o ferito. Ad esempio, un cucciolo di uistitì è stato adottato da scimmie cappuccine ed è è diventato socialmente incluso e protetto nel loro gruppo. Altri esempi includono un ariete che protegge una mucca cieca e una mucca che protegge un mulo cieco. In ogni circostanza, le amicizie interspecie si formano dopo che una specie ha assunto ruoli protettivi.

### Legame sociale

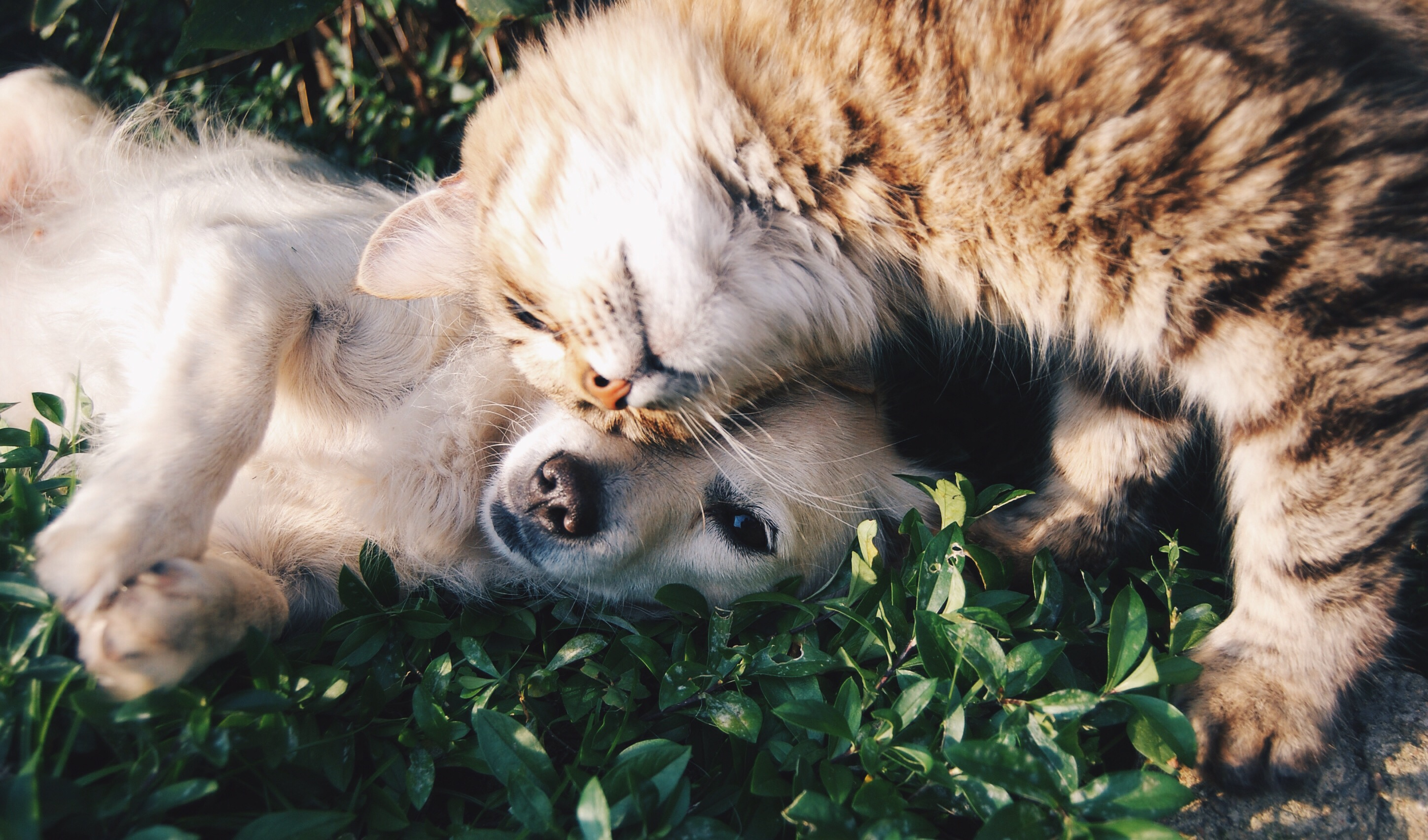
Un legame tra cane e gatto

Molte specie cercano legami sociali con altre specie che spesso implicano comportamenti di gioco. Esso può agire come una forma di comunicazione tra compagni in cui i partecipanti capiscono reciprocamente che l'interazione è giocosa e piacevole. Il gioco è specificamente fondamentale per le interazioni tra umani e i loro compagni non umani come il gioco esibito nel legame uomo-cane, il quale richiede che sia l'uomo che il cane comunichino per comprendere la situazione e l'obiettivo del gioco attraverso le loro azioni. Il legame sociale è osservato in molte interazioni interspecie come quelle tra umani e i loro animali domestici, umani e primati e molti altri animali selvatici. Poiché il legame sociale implica comunicazione e interazioni tra specie diverse, può portare allo sviluppo di amicizie interspecie.

## Selezione dei tratti e convergenza evolutiva
Gli animali spesso mostrano molte caratteristiche simili a quelle umane. Esiste la convinzione che, mentre sia gli umani che gli animali si evolvono simultaneamente, gli animali domestici hanno tratto i maggiori benefici dalle relazioni uomo-animale perché la loro popolazione è aumentata in misura molto maggiore di quanto sarebbe accaduto naturalmente. Si ritiene che ciò sia dovuto alle loro caratteristiche selezionate come "simili a quelle umane". La selezione delle abilità comportamentali fornisce un ambiente tipico per la convergenza evolutiva.

### Canis lupus familiaris
Esiste un'ampia gamma di abilità sociali generali e specifiche condivise tra esseri umani e cani, inclusi tratti funzionali e comportamentali. La socialità, la capacità di eseguire comportamenti sincronizzati e abilità costruttive complesse sono state precedentemente mostrate sia nei cani che negli esseri umani. Ad esempio, le qualità della socialità includono attaccamento per tutta la vita, riduzione dell'aggressività intra-gruppo, cooperazione migliorata. Mentre i comportamenti sincronizzati includono imitazione, ipnosi e danza e le abilità costruttive complesse includono mimesi e linguaggio. I cani mostrano abilità sociali specifiche durante l'interazione con gli esseri umani a loro vantaggio. Il progresso nelle abilità di attaccamento per i cani consente loro di trarre ulteriori benefici dagli esseri umani ottenendo informazioni preziose, protezione e aiuto.
Gli animali che hanno sviluppato abilità sociali hanno acquisito una stretta integrazione con gli umani e la loro comunità, dando origine a specie di maggior successo. Le relazioni uomo-cane sono le amicizie interspecie più comuni, che hanno portato i cani a diventare una delle specie di mammiferi di maggior successo esistenti.